# Rivière Samson (vattendrag i Kanada, lat 50,11, long -78,88)
Rivière Samson är ett vattendrag i Kanada.   Det ligger i provinsen Québec, i den sydöstra delen av landet, 600 km norr om huvudstaden Ottawa.
I omgivningarna runt Rivière Samson växer i huvudsak barrskog. Trakten runt Rivière Samson är nära nog obefolkad, med mindre än två invånare per kvadratkilometer.